# Potato Fritz (Band)
Potato Fritz ist eine Noise-Rock-Band aus Hamburg, die seit 1994 besteht. Ihren Namen entlehnten sie dem gleichnamigen Western mit Hardy Krüger. 2005 erschien der erste Longplayer Baumwolllitze. Der Musikstil ist eine Mischung aus Noise-Rock, Indie-Rock, Grunge und Emo.

## Diskografie
- 2008: Propeller E.P. (7” und CD Single, Fidel Bastro)
- 2008: Krähe (Splitsingle mit Superpunk, Fidel Bastro)
- 2005: Baumwolllitze (LP/CD, Fidel Bastro)
- 1997: Das ist sicherlich richtig (7”, Fidel Bastro)
- Dolch auf der Fidel-Bastro-Compilation „Zehn“
- Never Talking To You Again auf der Fidel-Bastro-Compilation „Zehn B“
- Kleiner grüner König auf der Karmers Tanzcafe-Compilation „Maximum Beatbox“